# Bexley
Bexley – dzielnica Londynu, leżąca w gminie London Borough of Bexley. Bexley zostało wspomniane w Domesday Book (1086) jako Bix.